# Dickschwänzige Schmalfußbeutelmaus

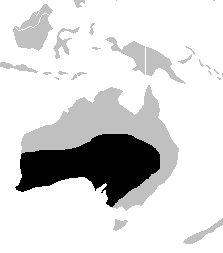
Verbreitungsgebiet der Dickschwänzigen Schmalfußbeutelmaus

Die Dickschwänzige Schmalfußbeutelmaus (Sminthopsis crassicaudata) ist eine Beutelsäugerart aus der Gattung der Schmalfuß-Beutelmäuse, die in Australien endemisch ist.

## Beschreibung
Diese Beutelmaus zählt zu den kleineren Vertretern ihrer Gattung. Sie erreicht eine Kopfrumpflänge von 64 bis 110 Millimeter, wozu noch ein 51 bis 70 Millimeter langer Schwanz kommt. Das Gewicht dieser Art variiert zwischen 10 und 20 Gramm. Ihr Fell ist gelblich-braun gefärbt, an den Ohren und am Kopf haben sie dunkle Flecken. Der Schwanz ist zeitweise stark verdickt und dient als Fettspeicher. Er war für die wissenschaftliche und deutsche Benennung ausschlaggebend.

## Verbreitung und Lebensraum
Dickschwänzige Schmalfußbeutelmäuse sind in weiten Teilen des südlichen Australiens verbreitet. Sie finden sich in South Australia, dem südwestlichen Queensland, dem südöstlichen Northern Territory, dem südlichen Western Australia, dem westlichen New South Wales und dem westlichen Victoria. Ihr Lebensraum sind unter anderem Grasländer und offene Buschländer, sie meidet allerdings intensiv landwirtschaftlich genutzte Gebiete.

## Lebensweise und Ernährung
Diese Beutelmäuse sind nachtaktiv und leben einzelgängerisch oder in kleinen Gruppen. Ihre Nahrung besteht aus Insekten wie etwa Heuschrecken, Motten und Käfern.

## Fortpflanzung
Die Paarungszeit der Dickschwänzigen Schmalfußbeutelmaus liegt zwischen Juli und Februar. Nach einer Tragzeit von 13 bis 16 Tagen bringt das Weibchen bis zu 10 Jungtiere zur Welt. Diese verlassen erstmals den Beutel der Mutter nach rund 37 Tagen und verlassen sie endgültig mit rund 70 Tagen. Die durchschnittliche Lebensspanne der Weibchen liegt bei 18 Monaten, die der Männchen bei 15.

## Bedrohung
Die IUCN listet diese Art als nicht gefährdet (least concern).